# XX Congreso del PP
El XX Congreso del PP, oficialmente XX Congreso Nacional Extraordinario, se convocó el 1 de marzo de 2022 y se celebró los días 1 y 2 de abril en Sevilla para elegir una nueva dirección del Partido Popular tras la renuncia del presidente, Pablo Casado, y el secretario general, Teodoro García Egea, tras una gran crisis que asoló al partido del 16 al 23 de febrero del mismo año.
Durante los primeros días se especuló sobre los posibles candidatos para presidir el partido, incluyendo a Alberto Núñez Feijóo, Presidente de la Junta de Galicia, Isabel Díaz Ayuso, Presidenta de la Comunidad de Madrid, o Juanma Moreno, Presidente de la Junta de Andalucía. Finalmente, únicamente Alberto Núñez Feijóo anunció su candidatura y reunió los avales necesarios. Éste resultó elegido el 2 de abril tras la votación de los compromisarios con el 98.35% de los votos.
El lema del XX Congreso en Sevilla fue «Lo haremos bien» y estuvo presidido por la exalcaldesa de Cádiz, Teófila Martínez.[cita requerida]

## Sistema electoral
El sistema de elección del presidente del Partido Popular se realiza mediante un sistema de dos vueltas. Se puede presentar a la elección cualquier afiliado del partido que tenga por lo menos un año de antigüedad, esté al corriente del pago de las cuotas y reúna las firmas de al menos 100 miembros del partido. La elección se realiza en las sesenta circunscripciones electorales del partido (hay una por cada provincia o isla de España). El sistema electoral de dos vueltas fue establecido en la reforma de los estatutos del partido de febrero de 2017, en el XVIII Congreso del PP.
En la primera vuelta los afiliados del partido votan a los precandidatos. Además, los afiliados también eligen a parte de los compromisarios. En esta primera vuelta pueden votar todos los miembros del partido que estén al corriente del pago de las cuotas y se hayan inscrito previamente en alguna de las sedes del partido. Son proclamados candidatos a la presidencia del partido los dos precandidatos que obtengan el mayor número de votos.
En la segunda vuelta, un toal de 3099 compromisarios eligen al nuevo líder del partido de entre los dos candidatos anteriormente proclamados. No se requiere una segunda vuelta si un precandidato obtiene en la primera vuelta al menos el 50 por ciento de los votos, asegura ese porcentaje en, al menos, treinta de las sesenta circunscripciones y está por lo menos 15 puntos por delante del segundo precandidato. Esta segunda vuelta se realizó al mismo tiempo que el congreso del partido.

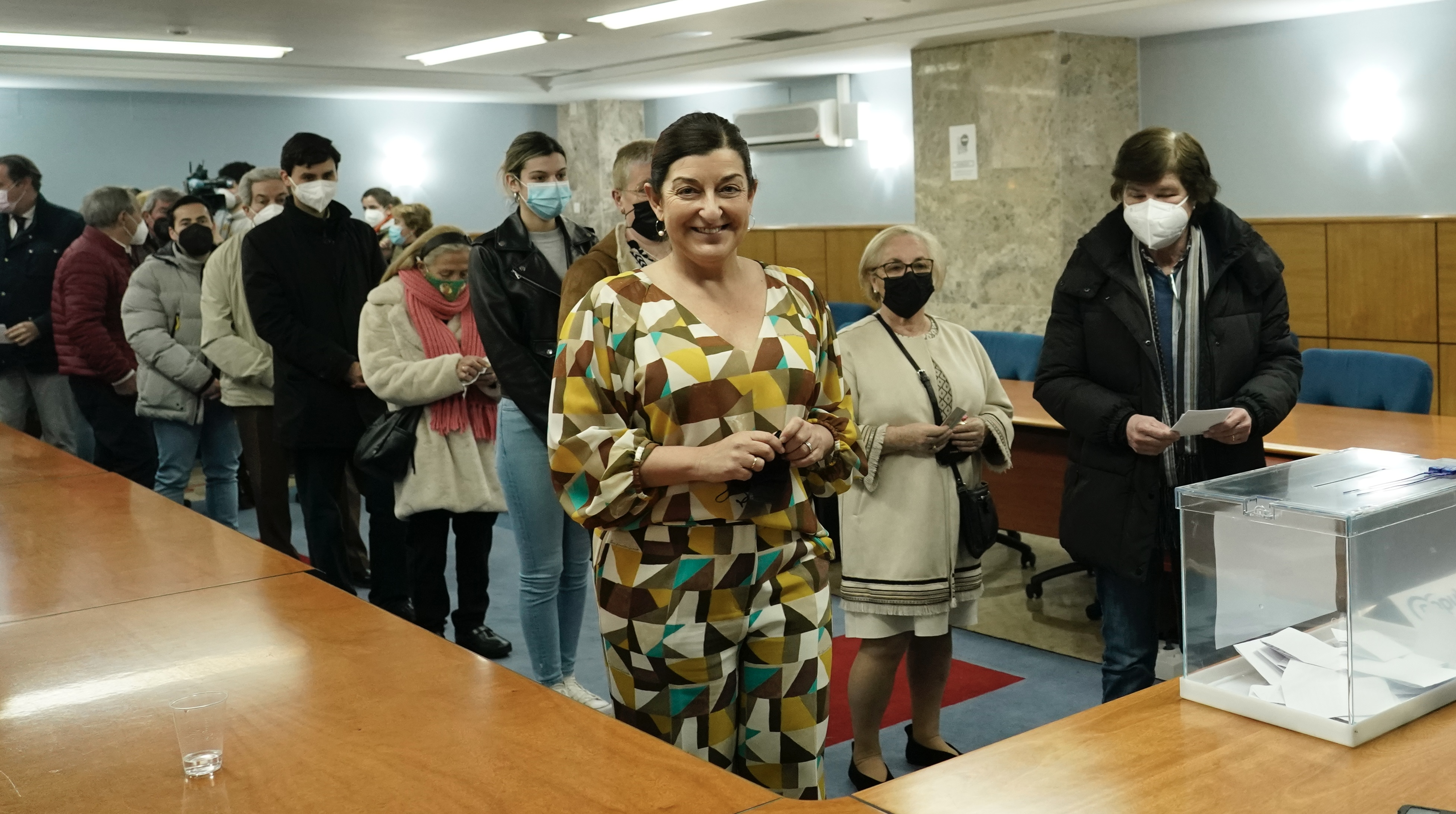
María José Sáenz de Buruaga, Presidenta del PP de Cantabria, votando para el XX Congreso Nacional.

## Contexto
Mariano Rajoy dimitió como presidente del partido el 5 de junio de 2018 tras la moción de censura que provocó el cese del segundo gobierno de Rajoy el 1 de junio del mismo año, lo que derivó en la convocatoria del XIX Congreso del PP y las consecuentes primarias para la elección de un nuevo presidente. En este, Pablo Casado asumió el cargo de presidente del Partido Popular tras la victoria sobre Soraya Sáenz de Santamaría, exvicepresidenta del gobierno, gracias al apoyo de, la entonces secretaria general, María Dolores de Cospedal, quien había quedado tercera en las primarias previas, y el apoyo indirecto del presidente de la Junta de Galicia Alberto Núñez Feijóo.
La presidencia de Pablo Casado resultó convulsa casi desde el primer momento ya que, el 25 de julio de 2018, al haber obtenido la victoria en las primarias del partido y un 43% de los compromisarios, Sáenz de Santamaría exigió un porcentaje similar de los puestos de la Junta Directiva para su equipo. A lo que, horas más tarde, el presidente Pablo Casado anunció que no iba a dar ese porcentaje de puestos a Santamaría. Ese día por la noche Saénz de Santamaría y su equipo se negaron a formar parte de la Junta Directiva Nacional y rechazaron seguir en las negociaciones.
Posteriormente, el 6 de agosto de 2018, la juez instructora Carmen Rodríguez-Medel encontró indicios delictivos en la investigación del máster de Casado, concluyendo que le fue regalado el título «a modo de prebenda» y solicitó en una exposición razonada dirigida al Tribunal Supremo su imputación por presuntos delitos de prevaricación administrativa y cohecho impropio. Ante esto, el secretario general del PP, Teodoro García Egea, declaró que Casado no iba a dimitir como Presidente del PP y alegó su inocencia aduciendo una persecución política.
Después de la victoria en las elecciones a la Asamblea de Madrid de 2021, la presidenta de la Comunidad de Madrid, Isabel Díaz Ayuso, comenzó a ser vista cada vez más por algunos dentro del partido como una mejor líder que Casado para enfrentarse al presidente del Gobierno, Pedro Sánchez, en las próximas elecciones generales. En septiembre de 2021, comenzó un conflicto interno cuando Ayuso se apresuró a tomar el control de la rama regional del partido en la Comunidad de Madrid, y los partidarios de Casado vieron tal movimiento como una amenaza inmediata para su dirección nacional.
Finalmente, tras varios meses de tensión en el partido entre Casado y Ayuso y un resultado decepcionante del partido en las elecciones a las Cortes de Castilla y León de 2022, la crisis entró en una nueva etapa el 16 de febrero de 2022 cuando algunos medios revelaron una supuesta trama de los aliados del secretario general del partido y mano derecha de Casado, Teodoro García Egea para investigar a la familia de Ayuso en busca de material comprometedor, en concreto, un supuesto tráfico de influencias en la adjudicación de contratos públicos al hermano de Ayuso. Después de varios días de luchas internas públicas entre Casado y Ayuso, se informó que el presidente de Galicia, Alberto Núñez Feijóo, acordó con esta última y otros presidentes regionales del partido convertirse en el nuevo líder del partido y reemplazar a Casado, cuya dimisión entrante y la de García Egea fueron anunciadas el 22 de febrero.

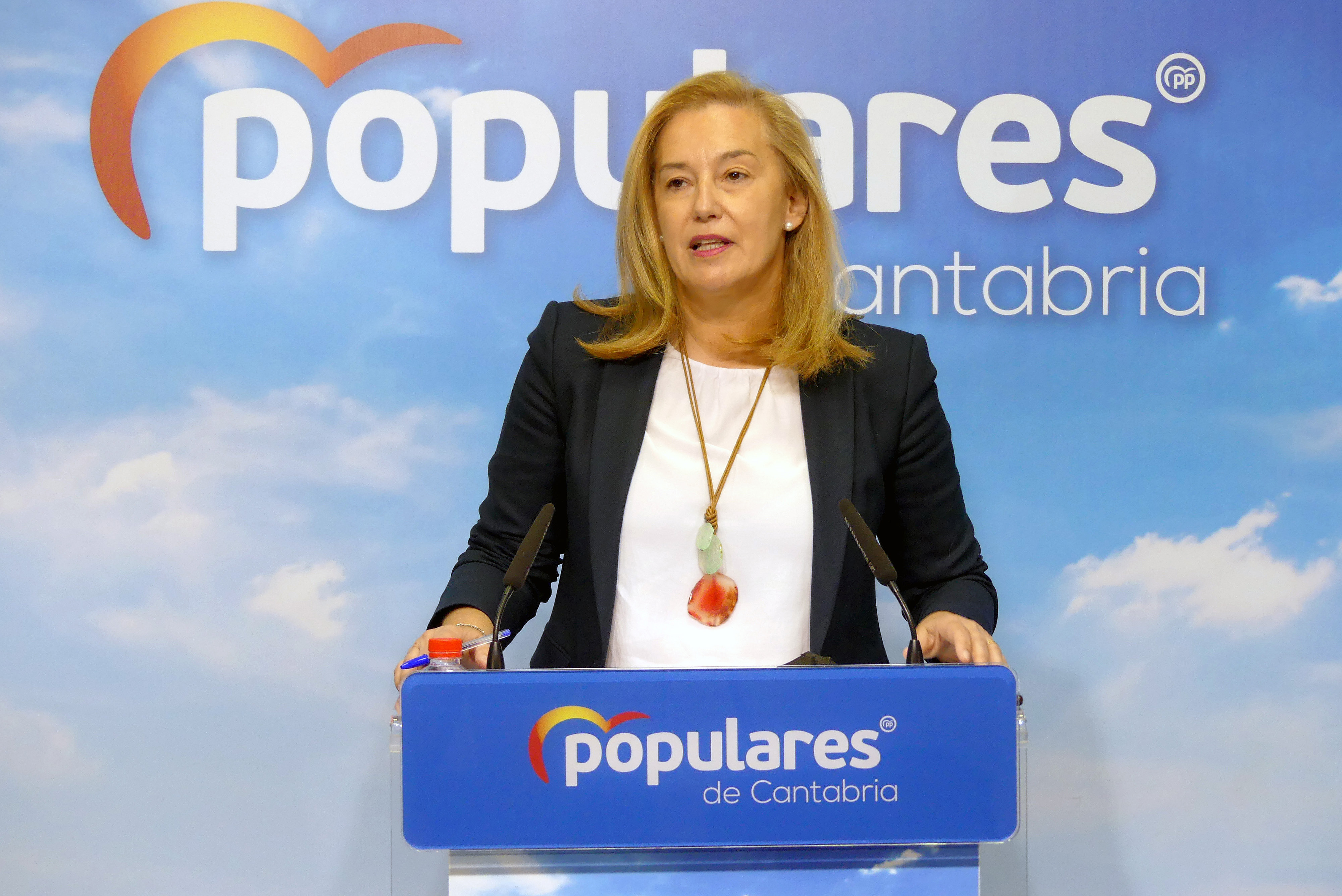
Rueda de prensa de María José González Revuelta, secretaria general de PP de Cantabria, sobre el XX Congreso Nacional del partido

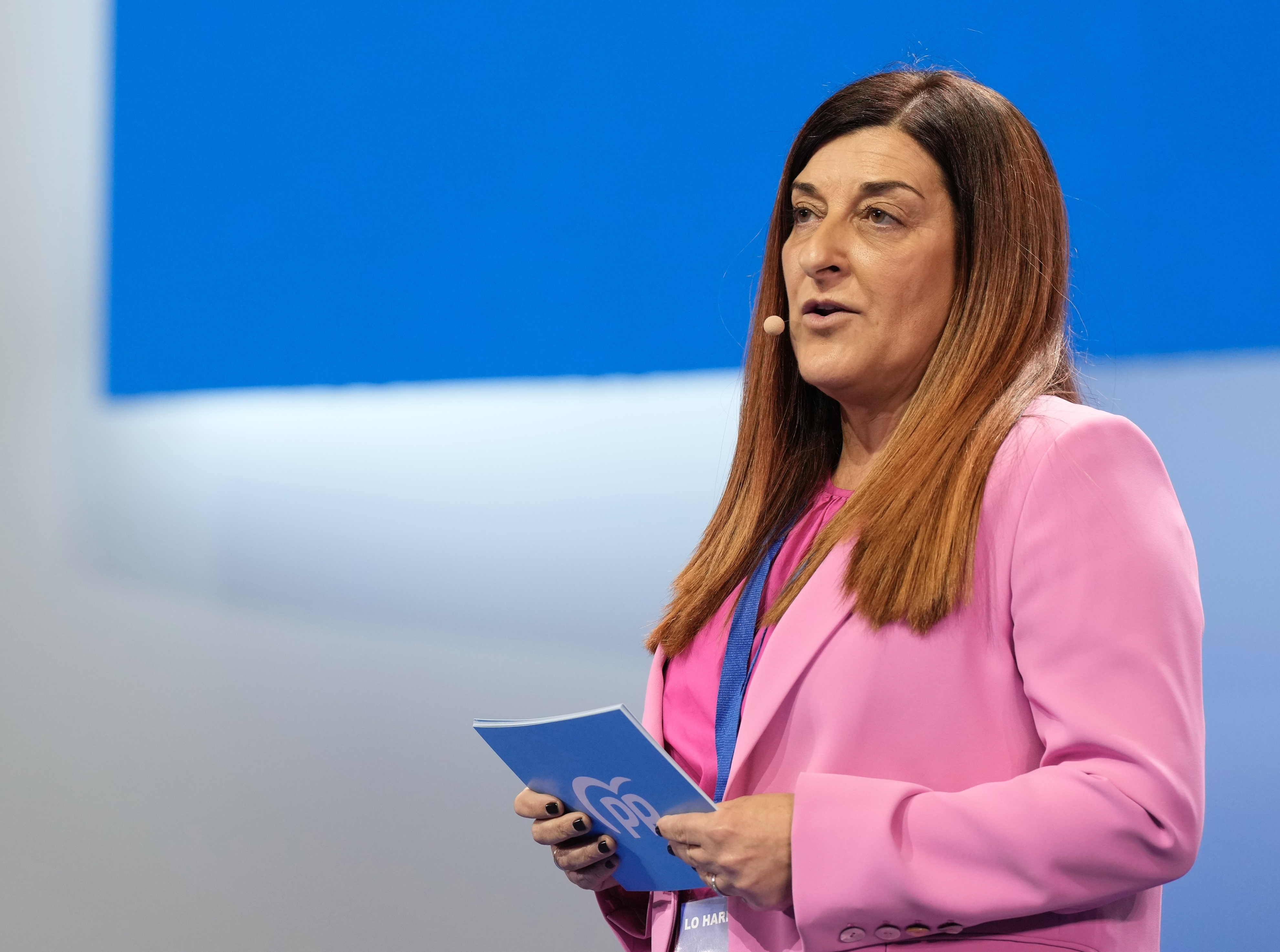
La presidenta del Partido Popular de Cantabria, María José Sáenz de Buruaga, durante su intervención en el XX Congreso Nacional del PP en el Palacio de Congresos y Exposiciones de Sevilla

## Candidatos

### Proclamados
| Candidato                      | Candidato | Cargos políticos | Campaña                                   | Referencias        |
| ------------------------------ | --------- | --- | ----------------------------------------- | ------------------ |
| Alberto Núñez Feijóo (60 años) |           | Presidente de la Junta de Galicia (desde 2009) Otros cargosPresidente del Partido Popular de Galicia (desde 2006) Diputado del Parlamento de Galicia por Pontevedra (desde 2005) Vicepresidente primero de la Junta de Galicia (2004-2005) Consejero de Política Territorial, Obras Públicas y Vivienda de la Junta de Galicia (2003-2005) Presidente de Sociedad Estatal Correos y Telégrafos (2000-2003) Secretario general de Gestión y Cooperación Sanitaria (1996-2000) | Candidatura anunciada: 2 de marzo de 2022 | [ 4 ] [ 5 ] [ 38 ] |

### Rechazados
| Candidato                | Candidato | Cargos políticos | Campaña                                                                               | Referencias                 |
| ------------------------ | --------- | ---------------- | ------------------------------------------------------------------------------------- | --------------------------- |
| Alexia Herranz (29 años) |           | Ninguno          | Candidatura anunciada: 2 de marzo de 2022 Candidatura suspendida: 10 de marzo de 2022 | [ 39 ] [ 40 ] [ 41 ] [ 42 ] |

### Rehusó ser candidato

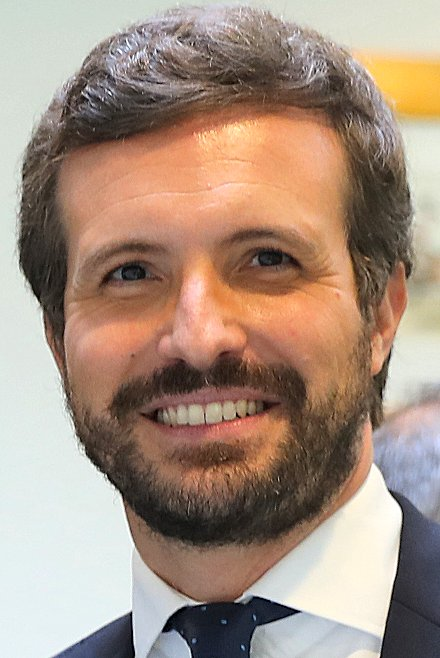
Presidente del Partido Popular Pablo Casado Blanco
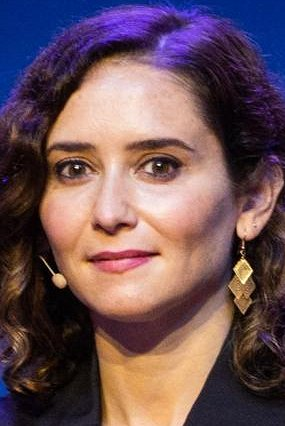
Presidenta de la Comunidad de Madrid Isabel Natividad Díaz Ayuso
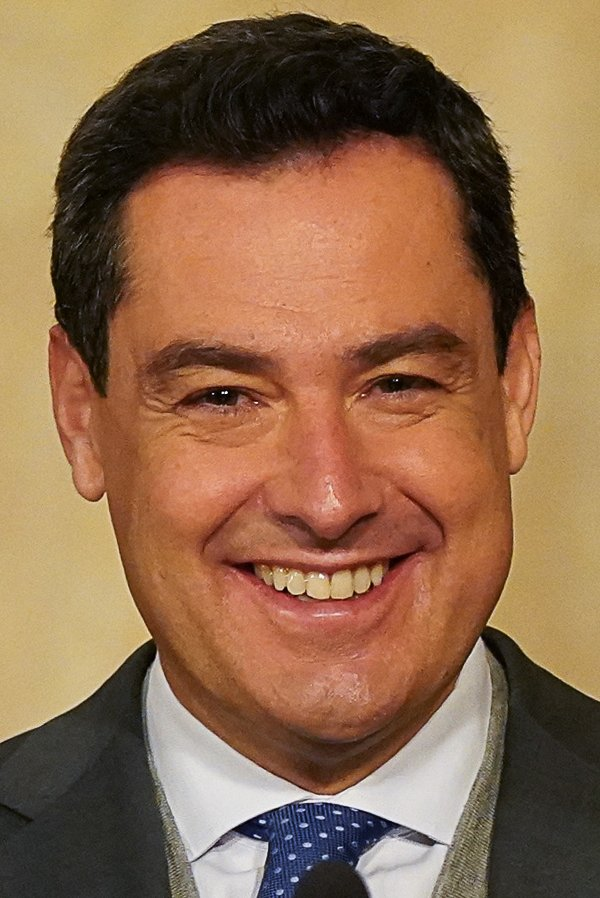
Presidente de la Junta de Andalucía Juan Manuel Moreno Bonilla
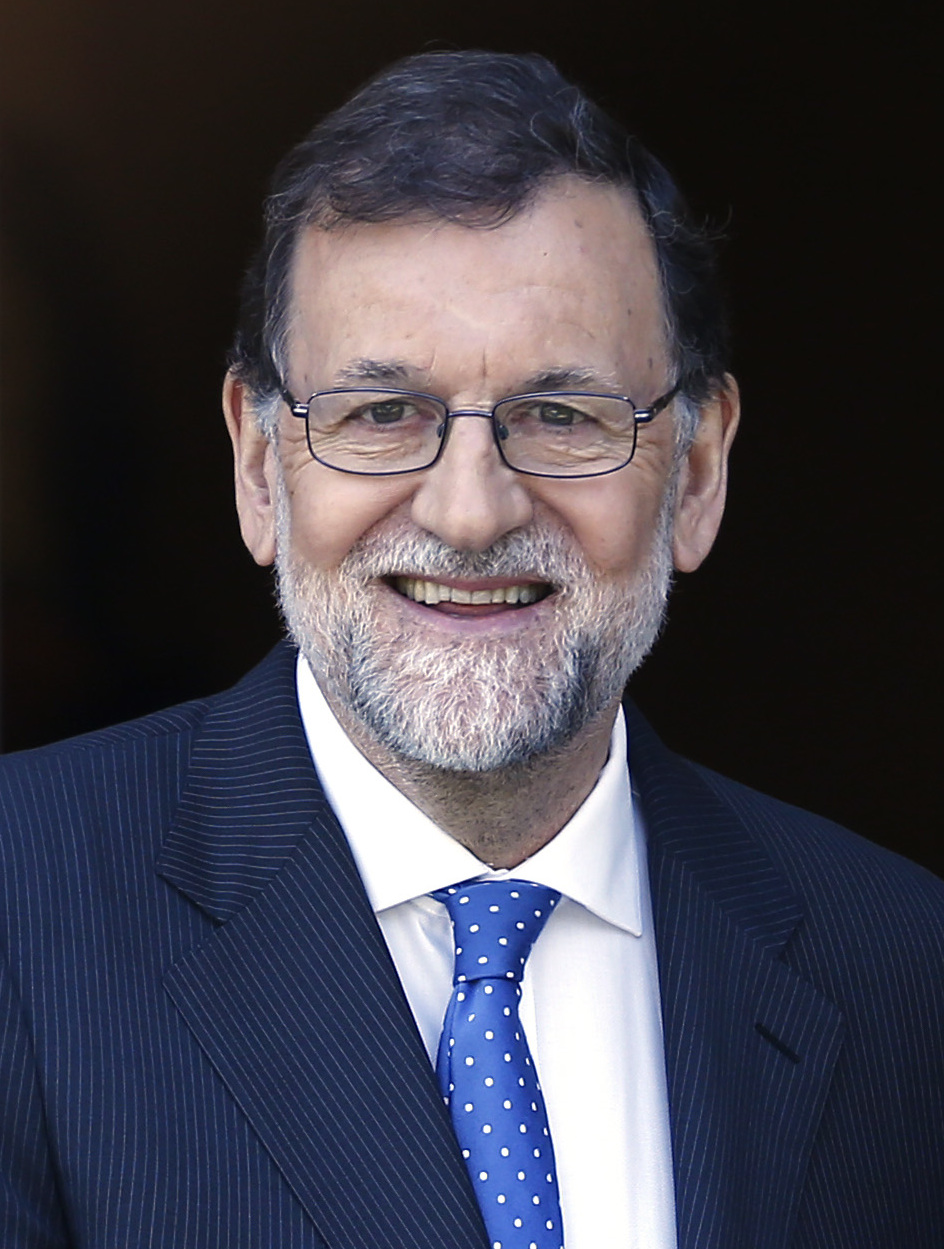
Expresidente del gobierno Mariano Rajoy
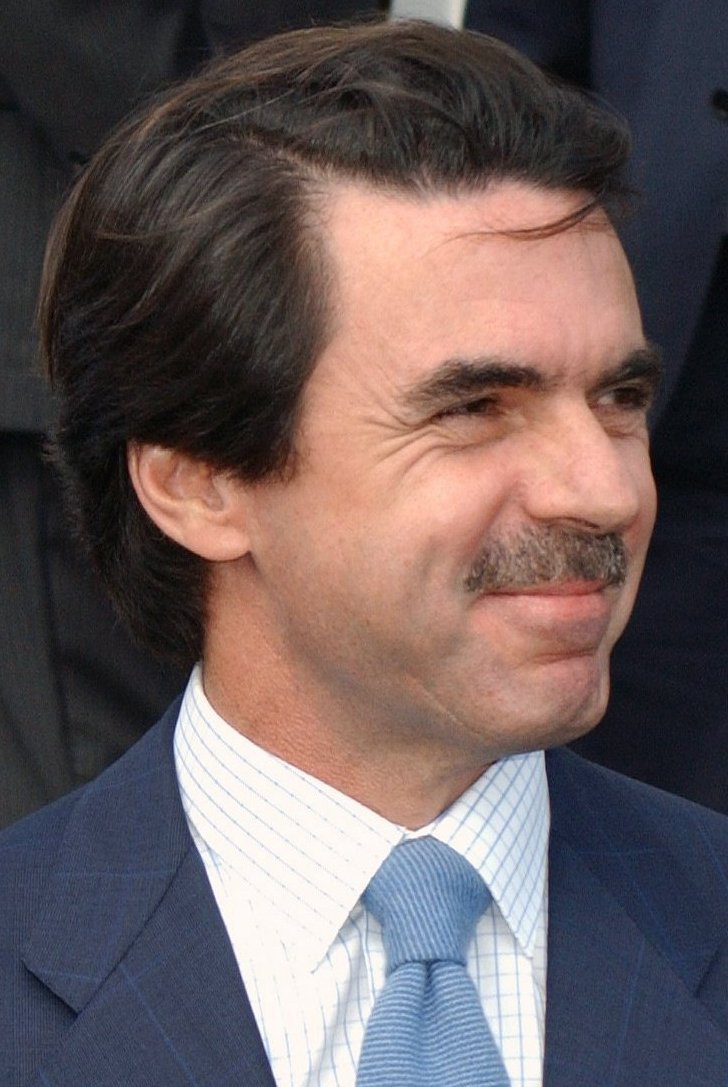
Expresidente del gobierno Jose María Aznar
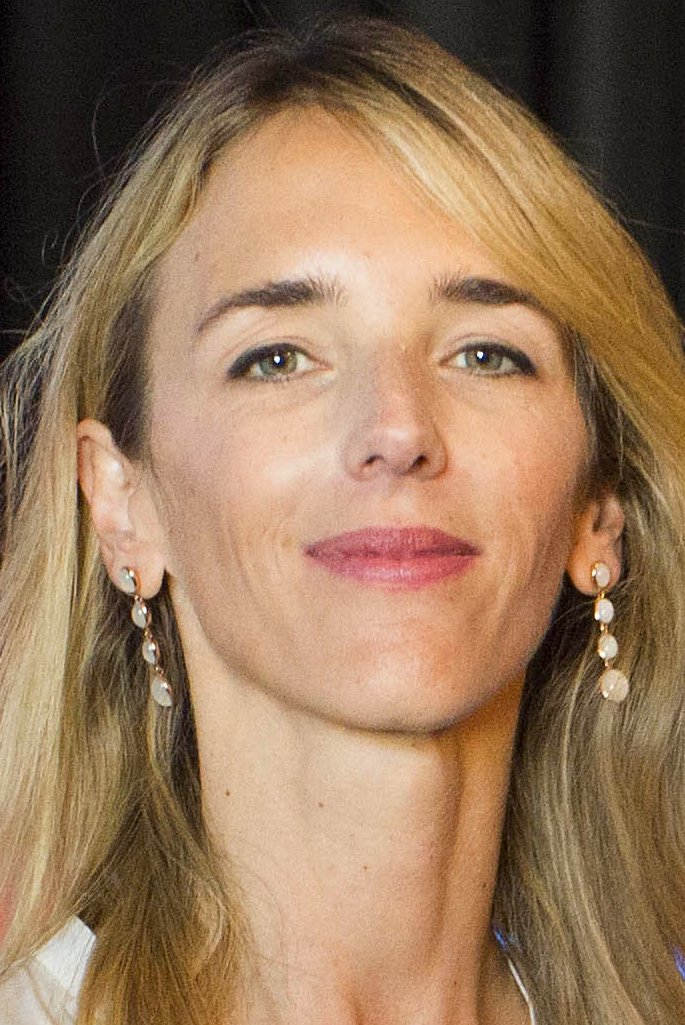
Exportavoz del Grupo Popular en el Congreso Cayetana Álvarez de Toledo y Peralta-Ramos
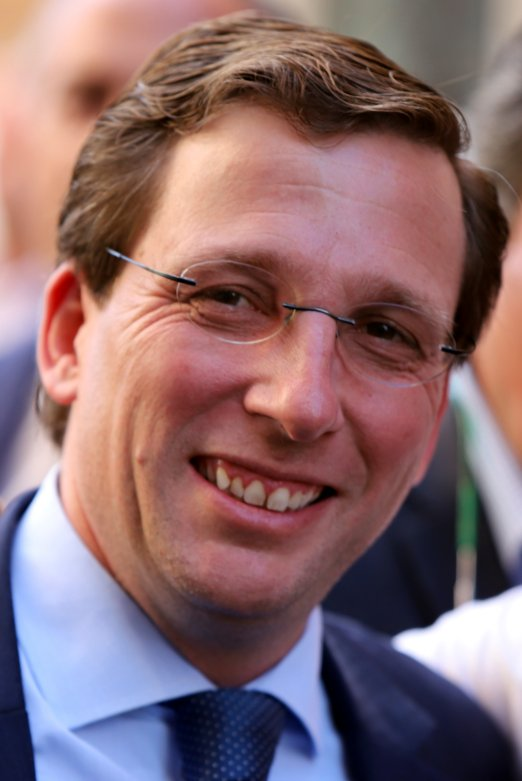
Alcalde de Madrid José Luis Martínez-Almeida Navaqüés

Pablo Casado (41 años) — diputado en las Cortes Generales por Ávila y Madrid (desde 2011); presidente del Partido Popular (2018-2022); vicesecretario general de comunicación del Partido Popular (2015-2018); presidente de NNGG en la Comunidad de Madrid (2005-2013); diputado en la Asamblea de Madrid (2007-2009).
Isabel Díaz Ayuso (43 años) — presidenta de la Comunidad de Madrid (desde 2019); portavoz del Grupo del Partido Popular en la Asamblea de Madrid (2019); viceconsejera de Presidencia y Justicia de la Comunidad de Madrid (2017-2018); diputada en la Asamblea de Madrid (2011-2017 y desde 2019).
Juan Manuel Moreno (51 años) — presidente de la Junta de Andalucía (desde 2019); diputado en el Parlamento de Andalucía por Málaga (1996-2000 y desde 2015); presidente del Partido PopularAndaluz (desde 2014); senador en las Cortes Generales designado por el Parlamento de Andalucía (2014-2017); Secretario de Estado de Servicios Sociales e Igualdad (2011-2014); coordinador de Política Autonómica y Local del Partido Popular (2008-2012); diputado en las Cortes Generales por Cantabria y Málaga (2000-2004 y 2007-2011); presidente de NNGG (1997-2001); concejal del Ayuntamiento de Málaga (1995-1997).
Jose María Aznar (69 años) — José María Aznar ocupó los siguientes cargos a lo largo de su carrera política y profesional: Gobernador civil de Ávila, diputado en las Cortes de Castilla y León, presidente de la Junta de Castilla y León, diputado en el Congreso de los Diputados, portavoz del Grupo Popular en el Congreso, presidente del Partido Popular (PP), presidente del Gobierno de España, consejero de News Corporation, presidente de la Fundación FAES, miembro del Consejo de Estado, conferenciante y asesor privado (Aznar & Associates), y miembro del Club de Madrid. 
Mariano Rajoy (67 años) — diputado en el Parlamento de Galicia, diputado en las Cortes Generales, ministro de Administraciones Públicas, ministro de Educación y Ciencia, ministro del Interior, vicepresidente primero del Gobierno y ministro de la Presidencia, presidente del Partido Popular, líder de la oposición, presidente del Gobierno de España, diputado en el Congreso de los Diputados, senador por designación autonómica y vocal del Consejo de Estado. 
Cayetana Álvarez de Toledo (47 años) — diputada en las Cortes Generales por Madrid y Barcelona (2008-2015 y desde 2019); portavoz del Grupo del Partido Popular en el Congreso de los Diputados (2019-2020).
José Luis Martímez-Almeida (46 años) — alcalde de Madrid (desde 2019); concejal del Ayuntamiento de Madrid (desde 2015); portavoz nacional del Partido Popular (2020-2022); portavoz del Grupo del Partido Popular en el Ayuntamiento de Madrid (2017-2019); director general de Patrimonio Artístico de la Comunidad de Madrid (2007-2011).

## Calendario
Las fechas clave de cara al XX Congreso del Partido Popular son las siguientes.
- 1 de marzo: Convocatoria del congreso.
- 8 de marzo: Inicio de la presentación de candidaturas.
- 9 de marzo: Fecha límite para la presentación de candidaturas.
- 10 de marzo: Proclamación de candidaturas.
- 11 de marzo: Inicio de la campaña electoral.
- 20 de marzo: Fin de la campaña electoral.
- 21 de marzo: Primarias.
- 1-2 de abril: Congreso nacional.

## Avales
Cada precandidato debía reunir, al menos, 100 avales para poder ser proclamado candidato y así poder participar en el proceso.
| Candidato | Candidato                       | Resultados | Resultados |
| Candidato | Candidato                       | Avales     | % V        |
| --------- | ------------------------------- | ---------- | ---------- |
|           | Alberto Núñez Feijóo Proclamado | 55 580     | 99.93 %    |
|           | Alexia Herranz Rechazada        | 41         | 0.07 %     |
|           |                                 |            |            |
| Total     | Total                           | 55 621     | 100 %      |
|           |                                 |            |            |
| Fuentes:  |                                 |            |            |

## Resultados

### Presidente del Partido Popular
|  | 99.63 % |

|  | 98.35 % |

|  | 100 % |

|  | 99.74 % |

|  | 0.37 % |

|  | 1.65 % |

|  | 0 % |

|  | 0.26 % |

|  | 100 % |

|  | 100 % |

|  | 88.05 % |

|  | 86.16 % |

|  | 11.95 % |

|  | 13.84 % |

| \| Votos de los militantes en las primarias \| Votos de los militantes en las primarias \| Votos de los militantes en las primarias \| Votos de los militantes en las primarias \| Votos de los militantes en las primarias \| \| ---------------------------------------- \| ---------------------------------------- \| ---------------------------------------- \| ---------------------------------------- \| ---------------------------------------- \| \| Candidatos \| Candidatos \| \| Porcentaje \| Porcentaje \| \| Núñez Feijóo \| Núñez Feijóo \| \| 99.63 % \| 99.63 % \| |              |  |            |            |
| Votos de los militantes en las primarias |              |  |            |            |
| Candidatos | Candidatos   |  | Porcentaje | Porcentaje |
| Núñez Feijóo | Núñez Feijóo |  | 99.63 %    | 99.63 %    |

| \| Votos de los compromisarios en el congreso \| Votos de los compromisarios en el congreso \| Votos de los compromisarios en el congreso \| Votos de los compromisarios en el congreso \| Votos de los compromisarios en el congreso \| \| ------------------------------------------ \| ------------------------------------------ \| ------------------------------------------ \| ------------------------------------------ \| ------------------------------------------ \| \| Candidatos \| Candidatos \| \| Porcentaje \| Porcentaje \| \| Núñez Feijóo \| Núñez Feijóo \| \| 98.35 % \| 98.35 % \| |              |  |            |            |
| Votos de los compromisarios en el congreso |              |  |            |            |
| Candidatos | Candidatos   |  | Porcentaje | Porcentaje |
| Núñez Feijóo | Núñez Feijóo |  | 98.35 %    | 98.35 %    |

### Junta Directiva Nacional
Aparte de elegirse al Presidente del partido, en el congreso también resulta elegidos los miembros de la Junta Directiva Nacional que resultan elegidos en los congresos del partido, es decir, los vocales  y los miembros del Comité Ejecutivo.
|  | 0 % |

|  | 0 % |

|  | 0 % |

|  | 0 % |

|  | 0 % |

|  | 0 % |

|  | 0 % |

En esta ocasión los miembros propuestos fueron:
| Vocales del Comité Ejecutivo Nacional  | Vocales del Comité Ejecutivo Nacional | Vocales del Comité Ejecutivo Nacional | Vocales del Comité Ejecutivo Nacional | Vocales del Comité Ejecutivo Nacional |
| -------------------------------------- | ------------------------------------- | ------------------------------------- | ------------------------------------- | ------------------------------------- |
| Sofía Acedo Reyes                      | Joaquín Buendía Gómez                 | Cuca Gamarra Ruiz-Clavijo             | Fernando Manzano Pedrera              | Israel Pérez Jiménez                  |
| Juan Manuel Ávila Gutiérrez            | Emma Buj Sánchez                      | José Manuel García-Margallo y Marfil  | José Luis Martínez-Almeida Navasqüés  | Óscar Ramírez Lara                    |
| José Manuel Baltar Blanco              | Francisco Conde López                 | Pablo González Menéndez               | Visitación Martínez Martínez          | Alfonso Rueda Valenzuela              |
| Luis Barcala Sierra                    | Alberto Fabra Part                    | María José González Revuelta          | Emilio Navarro Castanedo              | Paloma Sanz Jerónimo                  |
| Yolanda Bel Blanca                     | Lucía Fernández Alonso                | Ana Guarinos López                    | Enrique Núñez Guijarro                | Alfonso Serrano Sánchez-Capuchino     |
| José María Bellido Roche               | Sandra Fernández Herranz              | María Dolores López Gabarro           | Iñaki Oyarzabal Miguel                | Antonio Silván Rodríguez              |
| Ana Beltrán Villalba                   | Ramón Fernández-Pacheco Monterreal    | María de los Llanos de Luna Tobarra   | Ana Pastor Julián                     | Hipólito Suárez Nuez                  |
| Vocales por designación del Presidente |                                       |                                       |                                       |                                       |
| Elena Candia López                     | María José Catalá Verdet              | Manuel Cobo Vega                      | Pilar del Olmo Moro                   | José Manuel Romay Beccaría            |
| Comité Ejecutivo Nacional              |                                       |                                       |                                       |                                       |
| Mario Arias Navia                      | Cándido Manuel Cobo Fernández         | Javier García Jiménez                 | María Ángeles Pallarés Cifre          | Jordi Roca i Mas                      |
| Luis María Beamonte Mesa               | Borja Corominas Fisas                 | Fabiola García Martínez               | Beltrán Pérez García                  | Raquel Sánchez Collado                |
| Isabel Blanco Llamas                   | María Isabel Deu del Olmo             | Sonia González Martínez               | Rebeca Pérez López                    | Inmaculada Sánchez Polo               |
| Marifrán Carazo Villalonga             | Conrado Escobar Las Heras             | Vicente Huet Ballester                | Juan Francisco Pérez Llorca           | Ángeles Vázquez Mejuto                |
| José Ramón Carmona Sánchez             | Manuel García Félix                   | Miguel Jorge Blanco                   | Judith Piquet Flores                  | Marta Vela Sánchez                    |
| Jesús Julio Carnero García             | José Francisco García Fernández       | José Antonio Martín Buro              | Manuel Quevedo Mateos                 | José Manuel Zarzoso Revenga           |

## Encuestas

### Votantes del PP
| Empresa encuestadora            | Fecha           | Muestra |                             |            |              |                  |                |                   |                   | Ninguno | Liderando |   |   |   |   |      |
| Empresa encuestadora            | Fecha           | Muestra | Casado Blanco (en el cargo) | Díaz Ayuso | Núñez Feijóo | Martínez-Almeida | Moreno Bonilla | Fernández Mañueco | Álvarez de Toledo | Ninguno | Liderando |   |   |   |   |      |
| ------------------------------- | --------------- | ------- | --------------------------- | ---------- | ------------ | ---------------- | -------------- | ----------------- | ----------------- | ------- | --------- | - | - | - | - | ---- |
| Empresa encuestadora            | Fecha           | Muestra | Sigma Dos/Antena 3          | 2 Mar 2022 | -            | 4.8              | 26.2           | 60.9              | -                 | Ninguno | Liderando | - | - | - | - | 46.7 |
| Target Point/El Debate          | 27 Feb 2022     | -       | 4                           | 32         | 53           | 3                | 2              | -                 | -                 | 6       | 21        |   |   |   |   |      |
| GAD3/ABC                        | 27 Feb 2022     | -       | 8                           | 36         | 50           | -                | 4              | -                 | -                 | 1       | 14        |   |   |   |   |      |
| Data10/OKDiario                 | 22 Feb 2022     | ?       | 19.2                        | 24.4       | 43.2         | 3.5              | 3.1            | -                 | 2.6               | 6.4     | 18.8      |   |   |   |   |      |
| ElectoPanel/Electomanía         | 17 feb. 2022    | 2.742   | 9.6                         | 88.4       | –-           | –                | –              | –                 | –                 | 2.0     | 78.8      |   |   |   |   |      |
| ElectoPanel/Electomanía         | 17 feb. 2022    | 2.742   | 7.3                         | 72.8       | 13.5         | –                | –              | –                 | 4.9               | –       | 65.5      |   |   |   |   |      |
| Simple Lógica/elDiario.es       | 3–13 en. 2022   | 1.039   | 28.0                        | 63.3       | –            | –                | –              | –                 | –                 | 1.0     | 35.3      |   |   |   |   |      |
| SocioMétrica/El Español         | 20–30 dic. 2021 | ?       | 24.4                        | 43.8       | 18.0         | 8.0              | 3.9            | 0.8               | –                 | 1.1     | 19.4      |   |   |   |   |      |
| SW Demoscopia/Publicaciones Sur | 23–24 nov. 2021 | ?       | 14.5                        | 76.1       | –            | –                | –              | –                 | –                 | –       | 61.6      |   |   |   |   |      |
| ElectoPanel/Electomanía         | 1–8 oct. 2021   | 2.119   | 30.3                        | 66.5       | –            | –                | –              | –                 | –                 | 3.2     | 36.2      |   |   |   |   |      |
| NC Report/La Razón              | 21–23 jul. 2021 | 500     | 51.8                        | 39.8       | –            | –                | –              | –                 | –                 | 8.4     | 12.0      |   |   |   |   |      |

### Votantes españoles
| Empresa encuestadora            | Fecha           | Muestra |                             |              |              |                  |                |                   |                   | Otros | Ninguno | Liderando |   |   |   |   |     |      |
| Empresa encuestadora            | Fecha           | Muestra | Casado Blanco (en el cargo) | Díaz Ayuso   | Núñez Feijóo | Martínez-Almeida | Moreno Bonilla | Fernández Mañueco | Álvarez de Toledo | Otros | Ninguno | Liderando |   |   |   |   |     |      |
| ------------------------------- | --------------- | ------- | --------------------------- | ------------ | ------------ | ---------------- | -------------- | ----------------- | ----------------- | ----- | ------- | --------- | - | - | - | - | --- | ---- |
| Empresa encuestadora            | Fecha           | Muestra | ElectoPanel/Electomanía     | 17 feb. 2022 | 2.742        | 17.9             | 60.4           | –                 | –                 | Otros | Ninguno | Liderando | – | – | – | – | 2.0 | 42.5 |
| 7.6                             | 39.4            | 39.0    | ElectoPanel/Electomanía     | 17 feb. 2022 | 2.742        | –                | –              | –                 | 5.8               | 8.2   | –       | 0.4       |   |   |   |   |     |      |
| Simple Lógica/elDiario.es       | 3–13 en. 2022   | 1.039   | 21.1                        | 39.6         | –            | –                | –              | –                 | –                 | 31.9  | 7.4     | 18.5      |   |   |   |   |     |      |
| SocioMétrica/El Español         | 20–30 dic. 2021 | 3.000   | 8.2                         | 38.0         | 27.8         | 8.1              | 5.4            | 0.5               | –                 | 12.0  | 12.0    | 10.2      |   |   |   |   |     |      |
| SW Demoscopia/Publicaciones Sur | 23–24 nov. 2021 | 610     | 14.7                        | 42.3         | –            | –                | –              | –                 | –                 | 43.0  | –       | 27.6      |   |   |   |   |     |      |
| ElectoPanel/Electomanía         | 1–8 oct. 2021   | 2.119   | 36.7                        | 48.0         | –            | –                | –              | –                 | –                 | –     | 15.3    | 11.3      |   |   |   |   |     |      |